# NGC 1325
NGC 1325 је спирална галаксија у сазвежђу Еридан која се налази на NGC листи објеката дубоког неба.
Деклинација објекта је - 21° 32' 35" а ректасцензија 3h 24m 25,5s. Привидна величина (магнитуда) објекта NGC 1325 износи 11,4 а фотографска магнитуда 12,2. Налази се на удаљености од 21,956 милиона парсека од Сунца. NGC 1325 је још познат и под ознакама ESO 548-7, MCG -4-9-4, UGCA 70, IRAS 03221-2143, PGC 12737.